# Костарика на Светском првенству у атлетици на отвореном 2023.
Костарика је учествовала на 19. Светском првенству у атлетици на отвореном 2023. одржаном у Будимпешти од 19. до 27. августа деветнаести пут, односно, учествовала је на свим првенствима до данас. Репрезентацију Костарика представљао је 1 такмичар  који се такмичио у трци на 400 м препоне. , 

На овом првенству такмичар Костарике није освојио ниједну медаљу нити је остварио неки резултат.

## Учесници
Мушкарци : 
- Џералд Драмонд — 400 м препоне

## Резултати

### Мушкарци
| Атлетичар      | Дисциплина    | Лични рекорд | Квалификације  | Квалификације | Полуфинале | Полуфинале | Финале               | Финале       | Детаљи |
| Атлетичар      | Дисциплина    | Лични рекорд | Резултат       | Место         | Резултат   | Место      | Резултат             | Место        | Детаљи |
| -------------- | ------------- | ------------ | -------------- | ------------- | ---------- | ---------- | -------------------- | ------------ | ------ |
| Џералд Драмонд | 400 м препоне | 48,11 НР     | 48,73(.722) КВ | 4. у гр. 5    | 49,31      | 8. у гр. 3 | Није се квалификовао | 19 / 41 (43) |        |